# 埃尔林·耶森
埃尔林·耶森（丹麥語：Erling Jessen，1938年8月31日—），丹麦男子皮划艇运动员。他曾代表丹麦参加1960年夏季奥林匹克运动会皮划艇比赛，获得男子单人皮艇4×500米接力铜牌。